# Oscarsgalan 2021
Oscarsgalan 2021 var den 93:e upplagan av Academy Awards, som belönade filminsatser från 2020, och hölls på Dolby Theatre och på Union Station i Los Angeles den 25 april 2021. På grund av coronaviruspandemin blev galan framflyttad två månader från det ordinarie datumet 28 februari 2021. Likt föregående år var ingen värd för galan.
Mank fick flest nomineringar med tio stycken. Nomadland blev kvällens storvinnare med tre vinster, för Bästa film, Bästa regi och Bästa kvinnliga huvudroll. Chloé Zhao, regissören av Nomadland, blev därmed den andra kvinnan någonsin att vinna Oscar för Bästa regi.
I samband med att galan flyttades fram justerades även ett antal datum kopplat till nomineringen av filmer. Bland annat förlängdes filmåret 2020, som låg till grund för galans prisutdelning, från kalenderåret 2020 till perioden 1 januari 2020–28 februari 2021. Oscarsgalan har skjutits upp tre gånger tidigare i historien, vid översvämningen i Los Angeles 1938, mordet på Martin Luther King 1968 och mordförsöket på president Ronald Reagan 1981.
Inför detta års gala röstades det fram att kategorierna Bästa ljudredigering och Bästa ljudinspelning skulle slås ihop till en enda kategori för Bästa ljud, vilket minskade antalet kategorier till 23.

## Datum och händelser
| Datum         | Händelse                     |
| ------------- | ---------------------------- |
| 5 mars 2021   | Nomineringsröstning börjar   |
| 10 mars 2021  | Nomineringsröstning slutar   |
| 15 mars 2021  | Nomineringarna presenteras   |
| 15 april 2021 | Sista röstningen börjar      |
| 20 april 2021 | Sista röstningen slutar      |
| 25 april 2021 | 93:e upplagan av Oscarsgalan |

## Vinnare och nominerade
Vinnare anges med fet stil. 
| Bästa film - Nomadland – Mollye Asher, Dan Janvey, Frances McDormand, Peter Spears och Chloé Zhao - The Father – Philippe Carcassonne, Jean-Louis Livi och David Parfitt - Judas and the Black Messiah – Ryan Coogler, Charles D. King och Shaka King - Mank – Ceán Chaffin, Eric Roth och Douglas Urbanski - Minari – Christina Oh - Promising Young Woman – Ben Browning, Emerald Fennell, Ashley Fox och Josey McNamara - Sound of Metal – Bert Hamelinick och Sacha Ben Harroche - The Trial of the Chicago 7 – Stuart M. Besser och Marc Platt | Bästa regi - Chloé Zhao – Nomadland - Thomas Vinterberg – En runda till - David Fincher – Mank - Lee Isaac Chung – Minari - Emerald Fennell – Promising Young Woman |
| Bästa manliga huvudroll - Anthony Hopkins – The Father - Riz Ahmed – Sound of Metal - Chadwick Boseman – Ma Rainey's Black Bottom - Gary Oldman – Mank - Steven Yeun – Minari | Bästa kvinnliga huvudroll - Frances McDormand – Nomadland - Viola Davis – Ma Rainey's Black Bottom - Andra Day – The United States vs. Billie Holiday - Vanessa Kirby – Pieces of a Woman - Carey Mulligan – Promising Young Woman |
| Bästa manliga biroll - Daniel Kaluuya – Judas and the Black Messiah - Sacha Baron Cohen – The Trial of the Chicago 7 - Leslie Odom Jr. – One Night in Miami... - Paul Raci – Sound of Metal - Lakeith Stanfield – Judas and the Black Messiah | Bästa kvinnliga biroll - Youn Yuh-jung – Minari - Maria Bakalova – Borat Subsequent Moviefilm - Glenn Close – Hillbilly Elegy - Olivia Colman – The Father - Amanda Seyfried – Mank |
| Bästa originalmanus - Promising Young Woman – Emerald Fennell - Judas and the Black Messiah – Will Berson och Shaka King - Minari – Lee Isaac Chung - Sound of Metal – Abraham Marder och Darius Marder - The Trial of the Chicago 7 – Aaron Sorkin | Bästa manus efter förlaga - The Father – Christopher Hampton och Florian Zeller - Borat Subsequent Moviefilm – Sacha Baron Cohen, Peter Baynham, Jena Friedman, Anthony Hines, Lee Kern, Dan Mazer, Erica Rivinoja och Dan Swimer - Nomadland – Chloé Zhao - One Night in Miami... – Kemp Powers - The White Tiger – Ramin Bahrani |
| Bästa animerade film - Själen – Pete Docter och Dana Murray - Framåt – Kori Rae och Dan Scanlon - Fåret Shaun – Farmageddon – Will Becher, Paul Kewley och Richard Phelan - Till månen och tillbaka – Peilin Chou, Glen Keane och Gennie Rin - Wolfwalkers – Tomm Moore, Stéphan Roelants, Ross Stewart och Paul Young | Bästa internationella långfilm - Danmark – En runda till - Hongkong – Better Days - Rumänien – Collective - Tunisien – The Man Who Sold His Skin - Bosnien och Hercegovina – Quo Vadis, Aida? |
| Bästa dokumentär - My Octopus Teacher – Pippa Ehrlich, Craig Foster och James Reed - Collective – Alexander Nanau och Bianca Oana - Crip Camp – Sara Bolder, Jim LeBrecht och Nicole Newnham - The Mole Agent – Maite Alberdi och Marcela Santibáñez - Time – Garrett Bradley, Lauren Domino och Kellen Quinn | Bästa kortfilmsdokumentär - Colette – Alice Doyard och Anthony Giacchino - A Concerto Is a Conversation – Kris Bowers och Ben Proudfoot - Do Not Split – Charlotte Cook och Anders Hammer - Hunger Ward – Skye Fitzgerald och Michael Shueuerman - A Love Song for Latasha – Sophia Nahali Allison och Janice Duncan |
| Bästa kortfilm - Two Distant Strangers – Travon Free och Martin Desmond Roe - Feeling Through – Doug Roland och Susan Ruzenski - The Letter Room – Elvira Lind och Sofia Sondervan - The Present – Ossama Bawardi och Farah Nabulsi - White Eye – Shira Hochman och Tomer Shushan | Bästa animerade kortfilm - If Anything Happens I Love You – Michael Govier och Will McCormack - Burrow – Michael Capbarat och Madeline Sharafian - Genius Loci – Adrien Mérigeau och Amaury Ovise - Opera – Erick Oh - Yes-People – Arnar Gunnarsson och Gísli Darri Halldórsson |
| Bästa filmmusik - Själen – Trent Reznor, Atticus Ross och Jon Batiste - Da 5 Bloods – Terence Blanchard - Mank – Trent Reznor och Atticus Ross - Minari – Emile Mosseri - News of the World – James Newton Howard | Bästa sång - "Fight for You" från Judas and the Black Messiah – Musik och Text: D'Mile, H.E.R. och Tiara Thomas - "Hear My Voice" från The Trial of the Chicago 7 – Musik och Text: Daniel Pemberton och Celeste - "Husavik" från Eurovision Song Contest: The Story of Fire Saga – Musik och Text: Rickard Göransson, Fat Max Gsus och Savan Kotecha - "Io sì" från The Life Ahead – Musik och Text: Diane Warren och Laura Pausini - "Speak Now" från One Night in Miami... – Musik och Text: Sam Ashworth och Leslie Odom Jr. |
| Bästa ljud - Sound of Metal – Jaime Baksht, Nicolas Becker, Philip Bladh, Carlos Cortés och Michelle Couttolenc - Greyhound – Beau Borders, Michael Minkler, Warren Shaw och David Wyman - Mank – Ren Klyce, Drew Kunin, Jeremy Molod, Nathan Nance och David Parker - News of the World – William Miller, John Pritchett, Mike Prestwood Smith och Oliver Tarney - Själen – Coya Elliot, Ren Klyce och David Parker | Bästa scenografi - Mank – Donald Graham Burt och Jan Pascale - The Father – Peter Francis och Cathy Featherstone - Ma Rainey's Black Bottom – Mark Ricker, Karen O'Hara och Diana Sroughton - News of the World – David Crank och Elizabeth Keenan - Tenet – Nathan Crowley och Kathy Lucas |
| Bästa foto - Mank – Erik Messerschmidt - Judas and the Black Messiah – Sean Bobbitt - News of the World – Dariusz Wolski - Nomadland – Joshua James Richards - The Trial of the Chicago 7 – Phedon Papamichael | Bästa smink - Ma Rainey's Black Bottom – Sergio Lopez-Rivera, Mia Neal och Jamika Wilson - Emma – Laura Allen, Marese Langan och Claudia Stolze - Hillbilly Elegy – Patricia Dehaney, Eryn Krueger Mekash och Matthew W. Mungle - Mank – Colleen LaBaff, Kimberley Spiteri och Gigi Williams - Pinocchio – Dalia Colli, Mark Coulier och Francesco Pegoretti |
| Bästa kostym - Ma Rainey's Black Bottom – Ann Roth - Emma – Alexandra Byrne - Mank – Trish Summerville - Mulan – Bina Daigeler - Pinocchio – Massimo Cantini Parrini | Bästa klippning - Sound of Metal – Mikkel E.G. Nielsen - The Father – Yorgos Lamprinos - Nomadland – Chloé Zhao - Promising Young Woman – Frédéric Thoraval - The Trial of the Chicago 7 – Alan Baumgarten |
| Bästa specialeffekter - Tenet – Scott R. Fisher, Andrew Jackson, David Lee och Andrew Lockley - Den fantastiska Ivan – Nick Davis, Greg Fisher, Ben Jones och Santiago Colomo Martinez - Love and Monsters – Genevieve Camailleri, Brian Cox, Matt Everitt och Matt Sloan - The Midnight Sky – Matthew Kasmir, Chris Lawrence, Max Solomon och David Watkins - Mulan – Sean Andrew Faden, Steve Ingram, Anders Langlands och Seth Maury | |

### Filmer med flera vinster
| Vinster | Film                        |
| ------- | --------------------------- |
| 3       | Nomadland                   |
| 2       | The Father                  |
| 2       | Judas and the Black Messiah |
| 2       | Ma Rainey's Black Bottom    |
| 2       | Mank                        |
| 2       | Själen                      |
| 2       | Sound of Metal              |

### Filmer med flera nomineringar
| Nomineringar | Film                        |
| ------------ | --------------------------- |
| 10           | Mank                        |
| 6            | The Father                  |
| 6            | Judas and the Black Messiah |
| 6            | Minari                      |
| 6            | Nomadland                   |
| 6            | Sound of Metal              |
| 6            | The Trial of the Chicago 7  |
| 5            | Ma Rainey's Black Bottom    |
| 5            | Promising Young Woman       |
| 4            | News of the World           |
| 3            | One Night in Miami...       |
| 3            | Själen                      |
| 2            | En runda till               |
| 2            | Borat Subsequent Moviefilm  |
| 2            | Collective                  |
| 2            | Emma                        |
| 2            | Hillbilly Elegy             |
| 2            | Mulan                       |
| 2            | Pinocchio                   |
| 2            | Tenet                       |